# 삼일씨엔에스
삼일씨엔에스(Samil C&S Co. Ltd.)는 대한민국의 콘크리트 파일 기업이다.

## 역사
1962년 설립되었다. 2020년 8월 대림산업이 회사를 매각하여 최대주주가 브이엘삼일으로 변경되었고 상호를 대림씨엔에스에서 삼일씨엔에스로 변경하였다.

## 상장
2016년 3월 30일에 공모가 27,700원에 코스피 시장에 상장하였다.

## 참고문헌
1. ↑  노경조, 대림씨엔에스, 사전 제작 콘크리트 재료 현장 조립 사업 진출, 아주뉴스, 2019-11-12
2. ↑  대림산업, 자회사 대림씨엔에스 지분 전량 매각, 연합뉴스, 2020-07-09
3. ↑  대림산업, 대림씨엔에스 지분 전량을 삼일에코스텍 컨소시엄에 매각, 사업소, 2020-07-09